# Claude Olievenstein
Claude Olievenstein (né Sami Olievensztein le 11 juin 1933 à Berlin et mort le 14 décembre 2008 dans le 15e arrondissement de Paris) est un psychiatre français qui s'est spécialisé dans le traitement de la toxicomanie. On le surnommait le « psy des toxicos ».

## Biographie

### L'enfance
Ses parents, Maurice Olievenstein et Leni Gold, tailleurs juifs, fuient l'Allemagne nazie pour se réfugier en France. Claude Olievenstein échappera par deux fois aux camps de concentration. La première en fuyant l'Allemagne, et la deuxième en refusant de porter l'étoile juive comme l'ordonnait l'occupant allemand.
Son frère aîné, Armand Olivennes, est également psychiatre, mais il est surtout connu comme auteur de poésies (il est le père de François (en) et Denis Olivennes).
Claude Olievenstein fait ses études en psychiatrie à Paris. Il fait une partie de sa formation à l'asile de Charenton avec le Dr Henri Baruk qui a la particularité d'être opposé à l'utilisation des neuroleptiques, les interdisant même dans son service. Son expérience comme interne à Villejuif en 1965 le révolte contre le système, les normes qui, selon lui, maintiennent l'individu dépendant au lieu de guérir. Il décide de soutenir sa thèse de psychochimie sur le LSD.
Sa vie prend un nouveau tournant, il essaie les différentes drogues, le LSD ainsi que les « brownies » (comprimés hallucinogènes) et fréquente le milieu hippie pour comprendre ce qui pousse les toxicomanes à prendre ces substances qui les détruisent lentement.
Il milite aux Jeunesses communistes avant d'en être exclu ; il devient un des dirigeants de l'Union des étudiants juifs de France,.
Il meurt le 14 décembre 2008 à l'âge de 75 ans d'une maladie de Parkinson invalidante, et est inhumé au cimetière parisien de Bagneux (division 65).
Son livre Naissance de la vieillesse en 1999 est consacré à cette maladie qui l'oblige à prendre sa retraite en juin 2001.

### Le médecin
Il est un des premiers en France à s'intéresser aux traitements de toxicomanes. Dans ce but, il fonde en 1971 le Centre médical Marmottan. C'est un centre d'accueil, d'orientation et de soins pour les toxicomanes non alcooliques. Grâce à lui, Marmottan est devenu une référence internationale où nombre de spécialistes se sont formés. Son approche repose sur une prise en charge institutionnelle et psychothérapeutique inspirée par la psychanalyse.
En 1977, il dit et écrit : « il n'y a pas de drogués heureux ».
Avant que le fléau du sida ne soit identifié, il était vivement opposé au traitement par méthadone et aux dérives sectaires de certaines communautés « thérapeutiques », bien qu'il ait participé activement à la création de l'association « Le Patriarche » au côté de Lucien Engelmajer ; il était aussi opposé à la vente libre des seringues. Il considérait que, d'une certaine façon, les communautés thérapeutiques mal gérées par des non-professionnels étaient de nouvelles formes d'aliénation. Il change d'avis en 1984, au début de l'épidémie de sida en France, et se prononce pour la dépénalisation du cannabis. Mais il réfute les bienfaits des substituts morphiniques (méthadone, buprénorphine (Subutex), etc.), leur reprochant d'induire une accoutumance qui peut en faire des traitements à vie,.
En 1987, Claude Olievenstein est nommé professeur associé d'anthropologie à l'université de Lyon.

## Publications
- La Drogue - Éditions Universitaires - 1970
- La Drogue : drogues et toxicomanie - Éditions Universitaires, 1973
- Écrits sur la Toxicomanie - Éditions Universitaires, 1973
- Il n'y a pas de drogués heureux - Éditions Robert Laffont, 1977  (ISBN 978-2221001875) et Opera Mundi
- La Drogue (suivi de) Écrits sur la toxicomanie - Paris - Éditions Universitaires - 1978
- Mes tables de fête : 91 restaurants parisiens - Paris - Ramsay, 1979
- La Vie du toxicomane : Séminaire de l’Hôpital Marmottan - Paris - PUF, 1982
- Destin du toxicomane - Paris - Fayard, 1983
- La Drogue et la Vie - Éditions Robert Laffont, 1983  (ISBN 978-2221011706)
- La Clinique du toxicomane (sous la direction de) - Éditions universitaires Begedis - Paris, 1987
- Le Non-dit des émotions - Éditions Odile Jacob, 1988  (ISBN 978-2738108807)
- L'Homme parano - Éditions Odile Jacob, 1992  (ISBN 2-7381-0157-7)
- De la neige plein les veines - Paris - Éditions Saint-Germain-Des-Pré, 1994
- Écrit sur la bouche - Paris - Éditions Odile Jacob, 1995  (ISBN 978-2738102690)
- Naissance de la vieillesse - Éditions Odile Jacob, 1999  (ISBN 2738107958)
- Partager l’essentiel Saint-Jean-de-Braye - Éditions Dangles, 1999
- La Drogue, 30 ans après - Éditions Odile Jacob, 2000  (ISBN 273810892X)
- Toxicomanie et devenir de l'humanité : le Centre médical Marmottan : une expérience française, Éditions Odile Jacob, 2001  (ISBN 2-7381-1019-3)
- Comme un ange cannibale - avec Carlos Parada, Éditions Odile Jacob, 2002  (ISBN 978-2738111456),
  - “Claude Olievenstein” in revue Psychotropes, no 1, vol 17, Éd. De Boeck, 2011  (ISBN 9782804165246)

## Dans la culture populaire
Le groupe de rock Les Olivensteins, qui a notamment produit le morceau Je suis fier de ne rien faire en 1979, lui doit son nom.
Ils lui doivent aussi leur séparation, le médecin s'opposant à l'utilisation de son nom, faisant ainsi capoter la signature du groupe avec Barclay et annuler leur concert au Palace en décembre 1979.
Le rappeur compositeur Dooz Kawa fait référence à Claude Olievenstein dans sa chanson Les fleurs poussent en décembre.